# Así me gusta a mí
«Así me gusta a mí» es un tema musical estilo Sonido de Valencia, estrenado el 24 de junio de 1991, compuesto y producido por Germán Bou para el DJ Chimo Bayo. Hubo diversas versiones, una instrumental, otra a capella, etc.
Fue disco de oro, récord de ventas en la historia de la música en España y vendió un millón de copias en todo el mundo. La producción fue realizada en los meses de marzo, abril y mayo de 1991, en Rager Estudios, en la ciudad de Valencia. Estos estudios fueron propiedad de Germán Bou y Rafael García, estaban dedicados a la composición, grabación de cuñas publicitarias y al registro sonoro en general.

## El primer contacto
La idea y el enfoque del tema musical, nacen de la visita del DJ Chimo Bayo a Rager Estudios, atraído por el éxito de varias producciones de música electrónica compuestas y producidas en 1990 por Germán Bou, Rafael García.
Germán Bou no conoce aún por aquella época a Chimo Bayo, y le pide una filmación con alguna actuación para llevar a cabo la composición musical. A los pocos días le es entregado el vídeo, en el que aparece una sesión del DJ, en la sala (antiguamente teatro) Kapital de Madrid.
En unos días, ya están algunas partes del tema embastadas, la base de batería y percusión, los bajos y la melodía principal. Se hace una primera audición en cinta de casete, en la discoteca El Templo ubicada a las afueras de la ciudad de Cullera (Valencia). Varias personas lo escuchan y gusta, pero aún quedan algunos arreglos por hacer, pulir la introducción, grabar las voces, terminar las mezclas y confeccionar el máster de grabación final.
- Las voces de la multitud que aparecen en el disco, fueron grabadas en la propia discoteca El Templo, el 23 de marzo de 1991.
- Las mezclas se realizaron totalmente en analógico, y con técnicas de procesado serie, paralelo y serie/paralelo en tracks y buses.
- La partitura fue escrita en sol mayor, ajustándose a la tesitura vocal del intérprete, siendo grabada en un ordenador Atari 1040STFM, junto con el secuenciador Pro-24 de Steinberg.

## Las pistas utilizadas
Podemos ver a continuación el listado de las pistas utilizadas, y el tipo de sintetizadores y sonidos que fueron empleados. Una gran mayoría de estos sonidos se editaron y transformaron con respecto a los originales, modificando filtros, envolventes, efectos, etc.

### Percusión
- Charles: (Cymbals) EMU PROTEUS 1
- Cajas: (Snare Drums) EMU PROTEUS 1
- Bombo: Editado en Roland Juno 60, y sampleado en AKAI S950
- FX: (Special FX1) EMU PROTEUS 1
- Arreglos percusión 1: (Drumsnstuff) ENSONIQ VFX
- Arreglos percusión 2: ROLAND R8M

### Secuencias y melodía
- Intro: (Big Money) ENSONIQ VFX
- FX intro: (warp-Icon) ENSONIQ VFX
- Cuerdas: (Symphny-Vox) ENSONIQ VFX
- Secuencia postintro: (WidePunch) ENSONIQ VFX
- Melodía principal: (Synthe Lead) KORG M3R
- Coros: (InchoirIrie) EMU PROTEUS 1
- Bajos 1 y 2: (Dance Bass – Big Money) ENSONIQ VFX

### Voces
Las voces fueron grabadas por partes o frases, con micrófono dinámico, encaminando la señal sonora por el direct out del canal de micro, hacia la entrada del sampler AKAI S950. Por una parte se realizó el trabajo de edición del audio; frecuencia de muestreo, longitud, etc., y por otra la edición en el secuenciador PRO 24 III, el cual controlaba los (keygroups) o partes MIDI.

## La mezcla
La mezcla se realizó con una mesa de mezclas analógica, concretamente la TASCAM 520, de 20 canales y 8 buses estéreo, con inserciones por canal y salidas directas en línea (direct outs) por cada pista. Se utilizaron procesadores de dinámica, como fueron los compresores Roland y Yamaha de la época, también procesadores de frecuencia, como el APHEX Aural Exciter y ecualizadores gráficos y semiparamétricos. También se utilizó un procesador exclusivo para la eliminación de la componente nasal de las voces El DeNasal diseñado y construido por el propio Germán Bou.

### Procesos aplicados a la percusión
Los procesos aplicados a la percusión fueron diversos, por una parte los dedicados a generar impacto los cuales tenían su inserción en el propio canal, o también llamada configuración serie, y los destinados a proporcionar grosor y sustain, insertados en configuración paralela en los buses estéreo.
- Charles: Ecualización
- Cajas: Compresión serie (enfatizado de ataque y sustain)  → ecualización → reverberación
- Bombo: Compresión/expansión serie (compander) → ecualización
- FX: Compresión serie (enfatizado de sustain) → ecualización → reverberación
- Arreglos percusión: Compresión serie (enfatizado de sustain) → ecualización → reverberación
- Bus paralelo percusión: Filtro pasa altos → Compresor
- Bus paralelo reverberación percusión: Reverberación de placas → compresor/expansor (compander) → ecualización

Todas las pistas de percusión aparte de su proceso en serie, fueron encaminadas a un bus estéreo para su procesado paralelo

Tanto los buses paralelos como las pistas, fueron ruteados a un bus común, para ejercer el control de todos los instrumentos de percusión.

### Procesos aplicados a los instrumentos armónicos
Se procesaron con la ayuda de filtros pasa altos, filtros pasa bajos, ecualización, dinámica y reverberación.
- Bass 1: Filtro pasa alto → compresión serie (enfatizado de ataque) → Ecualización → aural
- Bajo 2: Filtro pasa bajo → compresión serie (enfatizado de sustain) → Ecualización → aural
- Intro: Ecualización → reverberación
- FX intro: Ecualización → reverberación
- Cuerdas: Compresión (enfatizado de sustain) → ecualización → reverberación
- Secuencia post intro: Compresión serie (enfatizado de ataque) → ecualización → aural
- Melodía principal Compresión → ecualización → reverberación
- Bus paralelo armonía: Filtro pasa altos → filtro pasa bajos → Compresor
- Bus paralelo reverberación armonía: Reverberación hall media → compresor/expansor (compander) → ecualización

Todas las pistas de armonía aparte de su proceso en serie fueron encaminadas a un bus estéreo para su procesado paralelo

Tanto los buses paralelos como las pistas, fueron ruteados a un bus común, para ejercer el control de todos los instrumentos de armonía.

### Voces
Las tomas de voz fueron realizas en una de las primeras cabinas insonorizadas de estudio fabricadas en placas de yeso laminado.
- Voz: Filtro pasa altos → Compresión → ecualización → reverberación
- Bus voz: DeNasal

## Máster
En el proceso de masterización fueron empleados un ecualizador gráfico, dos compresores en serie con diferentes tipos de ataque y relajación, excitador de aural, así como un magnetófono de carro abierto, de ¼” y un previo de construcción propia, el MRP (Mastering Reference Preamplifier), diseñado para la emulación de diferentes curvas isofónicas, como referencia de escucha.

### Material de estudio
- Micrófono dinámico: Electrovoice N/D 457
- Mesa de mezclas: TASCAM 520, 20-8-2
- Excitador: APHEX Aural Exciter Type B
- Compresores: Roland: RCL-10 , YAMAHA vca
- Reverberación: Roland RRV-10, Yamaha SPX900
- Ecualizador gráfico: Yamaha Q-2031B
- DeEsser: Filtro → sidechain → compresor
- DeNasal: G.B.sound, By G.Bou
- MRP.: Mastering Reference Preamplifier, G.B.sound, By G.Bou
- Altavoces: Bose Acoustimass, Tannoy axial
- Magnetófono de carro abierto ¼”: TASCAM 32

### Sintetizadores
- Sampler: AKAI S950, memoria 2,25mb
- Módulo de sonidos: E-MU PROTEUS 1
- Módulo de sonidos: KORG M3R
- Módulo de sonidos: ROLAND R8M
- Teclado sintetizador: ENSONIQ VFX

### Ordenador
- Atari 1040STFM
- Programa secuenciador: PRO 24 III Steinberg

Todos los elementos citados, conformaron la producción de todas las versiones del disco.

## Créditos
- Estudio de grabación: Rager Estudios.
- Partitura, producción, mezclas y masterización: Germán Bou.
- Ayudante de producción: Rafael García.
- Intérprete: Chimo Bayo.
- Letra: Chimo Bayo - Charo Campillos (fuente: contraportada del disco Así Me Gusta a Mí).

## En la cultura popular
La canción es referenciada en la serie "Hasta Que La Vida Nos Separe" (2021), serie de la RTP que ha sido distribuida internacionalmente por Netflix.